# Havkrybdyr
Havkrybdyr er udviklet fra landdyr, der sekundært er blevet tilpasset til et marint miljø.
De tidligste havkrybdyr opstod i Perm i slutningen af Palæozoikum. I løbet af Mesozoikum blev mange grupper af krybdyr tilpasset til livet i havet, herunder ichthyosaurer, plesiosaurer, placodonter og mosasaurer.
Efter den store masseuddøen ved Kridt-Palæogen-grænsen blev havkrybdyrene mindre talrige. Nulevende havkrybdyr omfatter havleguaner, havslanger, havskildpadder og nogle arter af krokodiller.
Nogle havkrybdyr, som fx ichthyosaurer og mosasaurer, vovede sig ikke op på det tørre land og fødte deres unger i havet. Andre, såsom havskildpadder og deltakrokodiller, vender tilbage til kysten for at lægge deres æg.

## Klassifikation

### Anapsida
- Skildpadder (Testudines)
  - eksempler: læderskildpadder, suppeskildpadder.
  - Archelon †

### Diapsida
Lepidosauria
- Havleguan
- Havslanger
- Mosasaur †

Archosauria
- Deltakrokodille
- Havkrokodiller †
- Tanystropheus †

### Euryapsida
- Plesiosaurus † (svaneøgler)
  - Elasmosaurus †
- Pliosauroidea † (korthalsede svaneøgler)
  - Liopleurodon †
- Ichthyosaurus † (hvaløgler)
  - Cymbospondylus †
  - Ophthalmosaurus †